# 聖ギヨームの着衣式
『聖ギヨームの着衣式』 (せいギヨームのちゃくいしき、伊: Vesitizione di San Guglielmo、英: St William of Acuitaine Receiving the Cowl) は、イタリア・バロック期の巨匠グエルチーノが1620年ごろ、キャンバス上に油彩で制作した絵画である。画家青年期の集大成ともいえる初期の最も重要な作品であり、また彼がボローニャの聖堂から最初に受けた依頼作でもあった。主題としてアキテーヌのギヨーム・ド・ジェローヌを描いている。現在、ボローニャ国立絵画館に所蔵されている。

## 歴史
「この年 (1620年) に、彼 (グエルチーノ) は、ミランドラ神父の仲介により比類なき美しい絵画をボローニャのサンティ・グレゴリオ・エ・シーロ教会 のクリストフォロ・ロカテッリの祭壇のために制作し、150スクーディを支払った」と、伝記作者のカルロ・チェーザレ・マルヴァジーアは1678年に述べている。ロカテッリの礼拝堂は、「教会を入って最初の左側にあり、作品はかくも素晴らしいものなので、グエルチーノの師ルドヴィコ・カラッチの隣の作品と比べても遜色はないといえる」。本作は1796年まで教会にあったが、ナポレオンの代理人によって接収され、すぐにパリのルーヴル美術館に展示された。返還後、バチカン宮殿に短期間展示されたが、1816年ないし1817年にボローニャに戻り、以来、ボローニャ国立絵画館に所蔵されている。

## 作品
構図の中心には跪いた主役の人物ギヨームがおり、監督の司教から修道士用の衣服を受け取るところである。彼は輝く鎧を身に着け、一群の兵士たちの先頭にいる。1人の兵士の肩には軍旗が見える。階段の上にいるギヨームと司教が2人で剣を支え持っており、司教は空いている手でギヨームを祝福している。画面上部では、天使が2人の聖人に伴われている聖母子を指し示している。構図は非常に独創的で、人物たちは見えない菱形に沿って配置されており、画面の中央部は空洞になっている。光と影により、非常に微妙な色彩と濃い暗色の部分が強調されている。
この絵画には自然主義的な描写、強い明暗、やや浅い空間構成といった反古典主義的特質が見られ、それを特徴とするグエルチーノの青年期様式の頂点を示している。グエルチーノの青年期に関して、ジョヴァンニ・バッティスタ・パッセリはあるエピソードを報告している。若い弟子たちととともサンティ・グレゴリオ・エ・シーロ教会の自身の絵画の前にいた時、グエルチーノは彼らに「しかし、あのころ、まだ鍋は沸騰していたんだ」と述べたというが、これは絵画が彼の青年期の最大の情熱の結果であったということである。実際、ルドヴィコ・カラッチの絵画の隣に飾られることになっていた本作に対するグエルチーノの意気込みが相当なものであったことは、現存する多くの素描が物語っている。